# Pseudocycnotrachelus ledyardi
Pseudocycnotrachelus ledyardi es una especie de coleóptero de la familia Attelabidae.

## Distribución geográfica
Habita en Filipinas.